# Willem Frederik van Reede
Willem Frederik graaf van Reede ('s-Gravenhage, 19 januari 1770 - aldaar, 13 augustus 1838) was een Nederlands militair en politicus. Hij verkreeg op 28 augustus 1814 het adellijke predicaat van jonkheer en op 17 maart 1822 de titel van graaf.
Van Reede was een telg uit de grafelijke tak van het geslacht Van Reede en een zoon van de officier en latere diplomaat Arent Willem (Deens baron) van Reede (1747-1815) en diens eerste echtgenote Heilwich Adriana Amarantha van Lynden (1740-1773). Hij ging op jeugdige leeftijd bij de zeedienst en bracht het tot luitenant-ter-zee, stapte in 1789 over naar de landmacht en diende onder andere bij de garde de corps van erfstadhouder Willem. Vanaf augustus 1814 was hij gouverneur van prins Frederik.
Van Reede werd generaal-majoor en commissaris bij het leger van Wellington (1815) en was betrokken bij de Slag bij Waterloo, waarna hij hofmaarschalk werd onder koning Willem I (1815-1824).
Op 16 mei 1824 benoemde koning Willem I hem tot minister van Buitenlandse Zaken en hij bleef dat ambt uitoefenen tot 23 juni 1825. Hij werd in 1825 benoemd tot minister van Staat en werd lid van de Eerste Kamer, van welke Kamer hij voorzitter was gedurende de jaren 1832 tot 1838.
Van Reede trouwde in 1798 met zijn volle nicht Christina Henriëtte Maria Isabella des H.R.Rijksgravin van Reede (1770-1800), dochter van de 5e graaf van Athlone, uit welk huwelijk geen kinderen werden geboren.

## Onderscheidingen
- Commandeur in de Militaire Willems-Orde op 24 mei 1821[1]
- Ridder der derde klasse in de Militair WIllems-Orde op 8 juli 1815[2]
- Grootkruis in de Orde van de Nederlandse Leeuw  in 1825
- Minister van Staat in 1825
- Ridder Commandeur in de Orde van het Bad
- Commandeur in de Duitse Orde[3]

- Biografisch Portaal: 76836875
- Digitale Bibliotheek voor de Nederlandse Letteren: reed004
- Gemeinsame Normdatei: 1088340164
- International Standard Name Identifier: 0000 0003 8795 5143
- Nederlandse Thesaurus van Auteursnamen: 069963525
- Parlement.com: vg09lls1iovv
- Union List of Artist Names: 500354726
- Virtual International Authority File: 281035449
- WorldCat: E39PBJm4WT939yDtkcV7kmVcT3